# Ashanti (regio)
Ashanti is een ceremonieel koninkrijk en centraalzuidelijk gelegen regio van Ghana. De meeste inwoners behoren tot de Ashanti. Hun huidige koning is Otumfuo Nana Osei Tutu II.
Ashanti is Ghana's grootste producent van cacao en is het centrum van de goudmijnbouw. De regiohoofdstad is Kumasi.
Ashanti grenst aan de regio's Brong-Ahafo (noorden), Eastern (oosten), Central (zuiden) en Western (zuidwesten).

## Bevolking
Volgens de volkstelling van 2010 telt de regio Ashanti bijna 4,8 miljoen inwoners, hetgeen een verviervoudiging is vergeleken met de volkstelling van 1960.
| Jaar | Bevolking | Bevolkingsdichtheid | Urbanisatiegraad |
| ---- | --------- | ------------------- | ---------------- |
| 1960 | 1.109.133 | 45,5                | 25%              |
| 1970 | 1.481.698 | 60,8                | 30%              |
| 1984 | 2.090.100 | 85,7                | 33%              |
| 2000 | 3.612.950 | 148,1               | 51%              |
| 2010 | 4.780.380 | 196,0               | 61%              |

In 2010 is zo'n 38% van de bevolking 14 jaar of jonger, terwijl 6% zestig jaar of ouder is.

## Districten
Ashanti is onderverdeeld in 21 districten:
- Adansi North
- Adansi South
- Afigya-Sekyere
- Ahafo Ano North
- Ahafo Ano South
- Amansie Central
- Amansie East
- Amansie West
- Asante Akim North
- Asante Akim South
- Atwima Mponua
- Atwima Nwabiagya
- Botsomtwe/Atwima/Kwanhuma
- Ejisu-Juaben
- Ejura/Sekyedumase
- Kumasi Metropolitan
- Kwabre
- Obuasi Municipal
- Offinso
- Sekyere East
- Sekyere West

Ashanti · Brong-Ahafo · Central · Eastern · Greater Accra · Northern · Upper East · Upper West · Volta · Western